# Accrington FC
Accrington FC was een van de 12 stichtende leden van de een Engelse voetbalcompetitie. De club werd in Accrington gesticht in 1876 en speelde op Thorneyholme Road.
Het beste seizoen van de club was dat van 1889-90 toen ze 6de eindigden. Na 5 jaar was het sprookje uit en degradeerden ze. De club trok zich echter terug en wilde niet in de 2de klasse spelen. De club bleef nog buiten de Football League bestaan tot 1896. De club had financiële problemen die voor de ondergang zorgden, na een 12-0 nederlaag tegen Darwen FC hield de club op te bestaan.
Het zou tot 1921 duren vooraleer er een nieuw team uit Accrington meedeed aan de league: de huidige leagueclub Accrington Stanley.